# Antoni Jordana
Antoni Jordana (Barcelona?, segle XVI − Barcelona?, segle XVI), fou un sacerdot i llatinista, i un catedràtic de prestigi, reconegut pels seus comentaris a Aristòtil.

## Biografia
Antoni Jordana va néixer a Barcelona [?] al segle xvi. Mestre i Catedràtic d'arts, sacerdot i llatinista. Doctor en arts i en medicina. De la seva carrera eclesiàstica es coneix que fou rector de parròquia. Alumne predilecte de Joan Lluís Vileta. Va obtenir la càtedra de filosofia que va exercir entre 1564 i 1573. Professor de prestigi, és reconegut també pels seus comentaris a Aristòtil. Va ser nomenat rector de la Universitat de l'Estudi General, càrrec que va exercir entre l'1 d'agost de 1562 i el 31 de juliol de 1564, i més endavant el període 1570-1572.
En el càrrec de rector va prohibir als estudiants portar daga, espasa o altra arma defensiva o ofensiva dins de l'edifici de la Universitat.
La seva obra Compendivm dialecticae F. Titelmanni ad libros logicorvm Aristotelis... és qualificada de brillant, docte i molt ben exemplificada. Dedicà a Gastó de Montcada, deixeble seu, la nova versió llatina de la "Retòrica", d'Aristòtil, que Francesc Escobar deixà inacabada i que ell escolià i il·lustrà amb nombrosos exemples (1570).
Va morir al segle XVI o principis del segle xvii. Probablement a Barcelona.

## Publicacions
- Jordana, Antoni (segle xvi). "Compendivm dialecticae F. Titelmanni ad libros logicorvm Aristotelis...". Barcinone: in aedibus Pauli Cortey & Petri Mali, 1570. Disponible a: Catàleg de les biblioteques de la UB
- Jordana, Antoni (segle xvi). Compendium physicae Francisci Titelmanni ad libros Aristotelis de naturali philosophia vtilissimum. Barcionone: in aedibus Petri Mali, 1572. Disponible a: Catàleg de la Biblioteca Nacional de Catalunya[Enllaç no actiu].